# يائير غولان
يائير غولان هو لواء متقاعد في الجيش الإسرائيلي. يشغل حاليًا منصب رئيس حزب الديمقراطيين الإسرائيلي منذ يوليو 2024. شغل سابقًا منصب نائب رئيس هيئة الأركان العامة في الجيش الإسرائيلي وهو أيضًا عضو سابق في الكنيست عن حزب ميرتس.